# 고누정
고누정(일본어: 甲奴町)은 일본 히로시마현 동부에 있던 정으로, 고누군에 속했다.
2004년 4월 1일에 미요시시 및 후타미군의 전 6정촌이 합병(신설합병해 새로운 미요시시가 설치되었기 때문에 소멸하였다. 

## 연혁
- 1889년 4월 1일 - 정촌제 시행으로 아리타, 가지타, 다로마루, 지와, 니시노, 후쿠다, 혼고, 야스다촌이 성립하였다.
- 1895년 10월 1일 - 가지타, 니시노, 후쿠다, 혼고촌이 합병해 고누촌이 성립하였다.
- 1912년 11월 1일 - 아리타, 다로마루, 지와, 야스다촌이 합병해 가와카미촌이 성립하였다.
- 1955년 3월 31일 - 고누촌과 가와카미촌의 일부를 합병해 고누정이 성립하였다. 가와카미촌의 잔부는 후타미군 기사정에 편입되었다.
- 1958년 10월 10일 - 고누정과 세라군 히로조촌이 합병해 고누정이 성립하였다.
- 2004년 10월 1일 - 미요시시와 후타미군의 모든 촌과 합병해 미요시시가 되어, 소멸하였다.

## 교통

### 철도
- 서일본 여객철도
  - 후쿠엔 선